# Albert II (souverain du Saint-Empire)
Pour les articles homonymes, voir Albert V, Albert II et Albert de Habsbourg.
Albert II (Albert V de Habsbourg ou d'Autriche), dit le Magnanime, né le 16 août 1397 à Vienne et mort à Neszmély en Hongrie le 27 octobre 1439, est un roi du Saint-Empire romain germanique et membre de la maison de Habsbourg, fils du duc Albert IV d'Autriche et de Jeanne-Sophie de Bavière. Il hérite encore enfant du duché d'Autriche et épouse en 1421 Élisabeth de Luxembourg, fille de l'empereur Sigismond à qui il a apporté son soutien durant les croisades contre les hussites.
Après le décès de son beau-père, il reçoit quatre couronnes : élu roi des Romains sous le nom d'Albert II en 1438, il est également roi de Croatie, de Bohême et de Hongrie jusqu'à sa mort. Figure centrale de la lutte contre l'expansionnisme de l'Empire ottoman, il meurt d'une infection intestinale contractée peu avant la tentative de libération de la Serbie.
Bien qu'avortée par son décès, sa potentielle accession au trône impérial permet à la maison de Habsbourg (puis maison de Habsbourg-Lorraine) de régner sur le Saint-Empire romain quasiment sans interruptions, jusqu'à sa dissolution en 1806.

## Biographie
Albert naît le 16 août 1397 à Vienne. Il est le seul fils d'Albert IV de Habsbourg, duc d'Autriche, et de son épouse Jeanne-Sophie, fille du duc Albert Ier de Bavière issue de la maison de Wittelsbach. Il a une sœur, Marguerite (1395-1447) qui s'est mariée en 1412 au duc Henri XVI de Bavière.
Dès le traité de Neuberg conclu en 1379 entre les ducs Albert III et Léopold III d'Autriche, les « territoires héréditaires » des Habsbourg sont divisés entre les deux branches de la dynastie. Albert IV et son fils étaient de la lignée albertinienne régnant sur le duché d'Autriche proprement dite au bord du Danube.

### Duc d'Autriche
Son père meurt le 14 septembre 1404 au cours d'une expédition militaire de Sigismond de Luxembourg contre ses cousins Jobst et Procope de Moravie. Albert, âgé de seulement sept ans, reste sous la tutelle de ses cousins léopoldiniens Guillaume (jusqu'en 1406), Léopold IV et Ernest Ier jusqu'à sa majorité en 1411.
Dans le même temps, la mort de Léopold IV rend nécessaire un nouveau partage des possessions habsbourgeoises : Albert conserve le duché d'Autriche ; ses deux cousins survivants se partagent le restent des possessions : l'Autriche intérieure (les duchés de Styrie, de Carinhtie et de Carniole) pour Ernest et l'Autriche antérieure avec le Tyrol pour Frédéric IV.

### Roi de Bohême et de Hongrie
Le 28 septembre 1421, il épouse Élisabeth de Luxembourg (1409-1442), fille de l'empereur Sigismond Ier, ce qui lui confère un certain nombre de revendications en Europe de l'Est. Il seconde son beau-père dans les guerres hussites et participe notamment à une embarrassante débâcle militaire à Domažlice, qui se solde par plusieurs milliers de morts parmi les forces du Saint-Empire pourtant largement plus nombreuses.
Après la mort de Sigismond sans héritier mâle le 9 décembre 1437, Albert est élu roi de Hongrie par les nobles à Pozsony le 18 décembre 1437, sous le nom d' « Albert Ier ». Il est couronné le 1er janvier suivant . Toujours après la disparition de son beau-père, il devient également roi de Bohême le 24 décembre 1437 où il est soutenu par les catholiques et les hussites modérés. Le couronnement a lieu à Prague le 29 juin 1438. Toutefois, les hussites radicaux, les taborites et les partisans de Jean de Rokycana offrent la couronne de Bohême au prince polonais Casimir Jagellon.

### Roi des Romains
Le 18 mars 1438, il doit s'absenter de Hongrie pour être élu roi des Romains sous le nom d'« Albert II ». Cela provoque un mécontentement parmi la noblesse locale, accentué par l'aspect inattendu de cette arrivée au pouvoir. Pour s'attirer les faveurs des nobles, Albert accepte de leur donner des gages lors de la Diète de Buda, avant d'être couronné le 31 mai 1438 dans la cathédrale d'Aix-la-Chapelle. Son règne court ne lui permit pas d'aller à Rome recevoir la couronne impériale des mains du pape.
Son nom complet est alors : Albert, par la grâce de Dieu, élu roi des Romains, toujours Auguste, roi de Hongrie, Dalmatie, Croatie, Rama, Serbie, Galice, Lodomérie, Coumanie et Bulgarie, élu roi de Bohême, duc d'Autriche, de Styrie, de Carinthie et de Carniole, margrave de Moravie, seigneur de la Marche wende et de Port Naon, comte de Habsbourg, Tyrol, Ferrete et Kybourg, etc. Margrave de Burgau et landgrave d'Alsace.

### Libération de la Serbie et décès
Au printemps 1439, le sultan Mourad II attaque les possessions du despote serbe Georges Brankovic qui était devenu un vassal de la Hongrie. Albert II et l'armée hongroise se portent à la rencontre des envahisseurs, mais le roi meurt de l'épidémie de dysenterie qui faisait rage dans les rangs de son armée, peu avant le déclenchement d’une offensive militaire contre les Ottomans.

## Union et postérité
De son mariage avec Élisabeth de Luxembourg, il a 3 enfants :
- Anne d'Autriche (1432-1462), épouse Guillaume III, margrave de Misnie et landgrave de Thuringe
- Élisabeth (1438-1505), épouse le grand-duc de Lituanie et roi de Pologne Casimir IV Jagellon et leur fils Vladislas IV devient roi de Bohême et de Hongrie.
- Ladislas Ier de Bohême (1440-1457), duc puis archiduc d'Autriche, roi de Hongrie et de Bohême.